# ソネット集

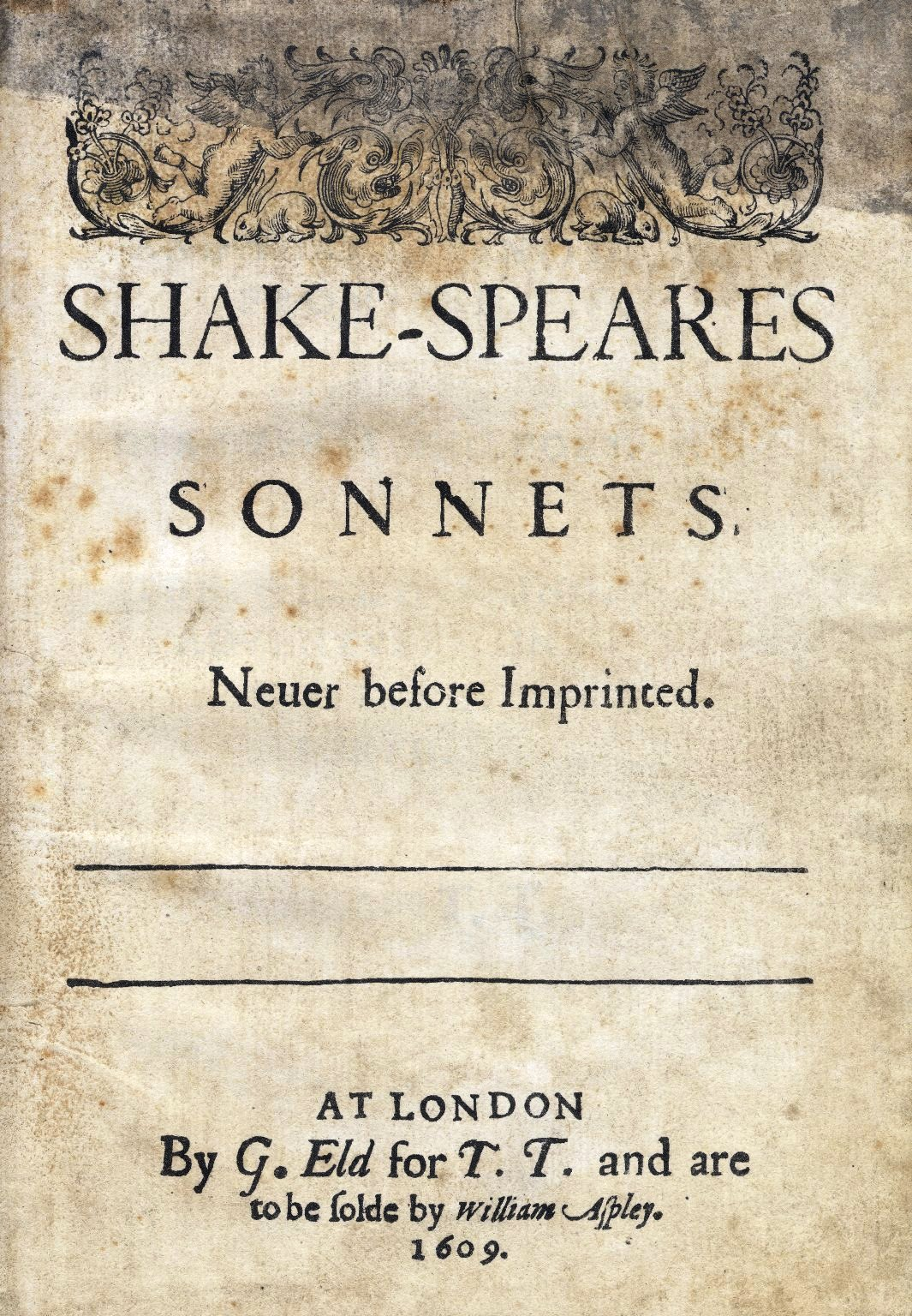
『ソネット集』1609年版の表紙

『ソネット集』（ソネットしゅう、Shakespeare’s sonnets, またはThe Sonnets）は、ウィリアム・シェイクスピアがソネット形式で書いた詩集である。
詩のテーマは、恋愛・美・政治・死などである。おそらく数年にわたって書かれたものと思われる。1609年にSHAKE-SPEARES SONNETS というタイトルで出版された。全154篇の詩のうち、152篇は未発表のソネットだが、2篇（ソネット138番と144番）は1599年に出版された『情熱の巡礼者』の中に含まれている。

## 歴史
『ソネット集』がどのような経緯で出版されたかははっきりしない。書いたのはシェイクスピアだが、出版者のトマス・ソープ（Thomas Thorpe）がシェイクスピアから渡された手書きの原稿を使ったのか、コピーされたものを許可無く使ったのかはわからない。（ちなみにトマス・ソープがこの本を書籍出版業組合記録に登録したのは1609年5月20日のことである）。

## 構成
『ソネット集』の最後の30数篇は、若者と愛人の不貞、作者の情欲を自制する自己決断、周囲を取り巻く世間の批判のことなどが歌われている。

### 献辞
本の最初に謎めいた「献辞」がある。トマス・ソープはこの詩の「the onlie begetter（唯一の生みの親）」を「Mr. W.H.（W・H氏）」としているが、これが誰のことなのかは不明である。また、この献辞の中では詩人を「Ever-Living（永遠に生きる）」と言及しているが、それがシェイクスピア別人説に火をつけた。シェイクスピアは『ヘンリー六世 第1部』第4幕第3場51-2で「[t]hat ever-living man of memory（記憶の中に永遠に生きるお方）」というフレーズを死んだヘンリー五世のことに使っていて、このフレーズを死者に対する形容語句とするならば、『ソネット集』の真の作者は1606年には死んでいて、1616年まで生きたストラトフォードのシェイクスピアではありえないというのである。さらに、本の表紙や全ページのトップにあるシェイクスピアの名前に「SHAKE-SPEARES（シェイク-スピア）」とハイフンが入れられていることも、別人説の根拠になっている

### ソネット1番〜17番
『ソネット集』の最初の17篇（1番から17番）は若い男性（「美男子（Fair Youth）」と呼ばれることが多い）に向けて、早く結婚して子を作り、その美貌を次の世代に継がせるよう書いている。これらは「Procreation sonnets（子作りのソネット）」と呼ばれている。

### ソネット18番〜126番
ソネット18番から126番まで、つまり『ソネット集』の大部分は、さきほどの美男子に対する作者の愛が歌われている。

### ソネット127番〜152番
ソネット127番から152番は、「The Dark Lady（ダーク・レディ、黒い女）」と呼ばれる作者の愛人への愛が歌われている。

### ソネット153番〜154番
最後の2篇（153番と154番）は寓話的である。

## 構造
各ソネットは3つの四行連と最後の二行連（対句）の合計十四行で構成されている。押韻構成は「abab cdcd efef gg」で、この形式は現在シェイクスピア風ソネット（またはシェークスピア風十四行詩）として知られている。（詳細はソネットを参照）
3番目の四行連の最初は「転（volta, turn）」、つまりそこで詩のムードが変わり、意外な新事実ないしは本心の露呈が表されていることが多い。
また、各ソネットはシェイクスピア劇で広く用いられている弱強五歩格で書かれている。2行目を例に、強勢（アクセント）のある音節を太字で示すと次のようになる。
ただし例外もある。ソネット29番は押韻構成の「f」のところに「b」を反復し、つまり「abab cdcd ebeb gg」になっている。ソネット99番は十五行、ソネット126番は6つの二行連で合計十二行になっている。ソネット145番は弱強五歩格でなく弱強三歩格で書かれている。

## W・H氏への献辞
シェイクスピアの生きていた時代に唯一出版された『ソネット集』は1609年の四折版だけで、「W・H氏」に献呈されている。この人物が誰なのかは謎で、多くの推測を生んでいる。

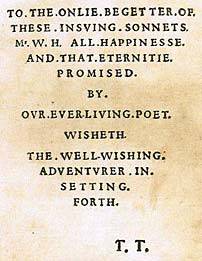

「T.T.（T・T氏）」は出版者のトマス・ソープ（Thomas Thorpe）の略だが、この献辞を書いたのがソープかシェイクスピアかはわからない。大文字とピリオドが使われているのは古代ローマの銘に似せることで、永遠性と重厚感を与えたかったのだろう。シェイクスピアもソネット55番の中でこのソネット集は石碑や銘のような俗世のものより長持ちすると述べている。
ソネット126番は美男子に向けられたものである。おおまかに言って、「W・H氏」の特定には2つの方向性があって、1つは「W・H氏」をその若者と同一人物と考えるもの、もう1つはまったく別人と考えるものである。
W・H氏の候補にあがっている人物には以下の人々がいる。
- William Herbert - 3代目ペンブルック伯ウィリアム・ハーバートは、シェイクスピア作品の「ファースト・フォリオ」で献呈されていることから、最有力候補と見なされている。
- Wriothesley, Henry  - 3代目サウサンプトン伯ヘンリー・リズリーのイニシャルを逆さまにしたもの。サウサンプトン伯はシェイクスピアの詩『ヴィーナスとアドーニス』ならびに『ルークリース陵辱』を献呈されている。なお、サウサンプトン伯は美男子だったことで知られている。
- William Harvey - サウサンプトン伯の義父サー・ウィリアム・ハーヴェイ。サウサンプトン伯を「美男子」とし、「W・H氏」を別人とする説で、ソネットを出版に提供したという意味での「生みの親」という理屈。
- William Himself - ウィリアム本人、つまりシェイクスピア。ドイツの研究家D. Barnstorffの説だが、支持は得られていない。
- W.S or W.Sh - シェイクスピアのイニシャルの単純な誤植とする説。バートランド・ラッセルが回想録でそれを暗示し、ドナルド・ウェイン・フォスター（Donald Wayne Foster）『Master W.H., R.I.P.』やジョナサン・ベイト（Jonathan Bate）『The Genius of Shakespeare』がそれを支持した。ベイトは「onlie（唯一の）」を「peerless（無比の）」「singular（非凡な）」と、「begetter（生みの親）」を「maker（作り手）」たとえば「writer（作家）」と読むとしている。
- William Hall - ウィリアム・ホールは印刷屋で、ソープが出版した他の本を印刷したとされる。この説によれば、献辞は単にソープが同業者への敬意でしたことで、シェイクスピアは関係がないことになる。サー・シドニー・リー（Sidney Lee）が『A Life of William Shakespeare』（1898年）で主張し、B・R・ウォード大佐（Colonel B.R. Ward）が『The Mystery of Mr. W.H.』（1923年）で支持した。この説の支持者は、「Mr.W.H.」の直後に「ALL.」が続いて、続けると「Mr.W.H. ALL.」になることをその根拠としている。他にも、ソープがソネットの印刷を頼んだジョージ・エルド（George Eld）が出版したロバート・サウスウェル（Robert Southwell）の詩集を編集したウィリアム・ホールという説もある[5]。3年前に「WH」と署名したハックニー（Hackney）のウィリアム・ホールという人物もいるが、それが印刷屋のウィリアム・ホールと同一人物かどうかはわからない。
- William Hughes - 18世紀の研究者トマス・ティアウィット（Thomas Tyrwhitt）が駄洒落で「W・H氏」ならびに「美男子」はウィーリー・ヒューズ（Willie Hughes）なる人物であると言い出し、『ソネット集』の1790年版でエドモンド・マンロー（Edmond Malone）もこの説を繰り返した。オスカー・ワイルドの短編『W・H氏の肖像』（『アーサー・サヴィル卿の犯罪（Lord Arthur Savile's Crime and Other Stories）』に収録）で語り手というよりはむしろワイルドがソネットの中の「will」と「hues」の駄洒落から、ソネットはシェイクスピア劇で女性の役を演じていたウィリー・ヒューズなる魅力的な若い男優であると主張した。しかし、そのような人物が実在したという証拠はどこにもない。
- William Haughton - ウィリアム・ホートン（William Haughton）は当時の劇作家。
- William Hart - ウィリアム・ハート（William Hart）はシェイクスピアの甥で相続人。ハートは俳優で結婚はしなかった。
- Who He - 2002年の『ソネット集』オックスフォード・シェイクスピア版で、コリン・バロウはこの献辞は意図的に不可解で曖昧であると主張して、当時のパンフレットで使われていた奇想「Who He（彼は誰）」という説をとっている。バロウは、献辞を書いたのはソープで、憶測と議論を呼び、それで売り上げを延ばすためだったとほのめかしている[6]。

## 登場人物
『ソネット集』には、3人の人物のことが言及されている。「Fair Youth（美男子）」、「Rival Poet（ライバルの詩人）」、「Dark Lady（ダーク・レディ、黒い女）」である。語り手は美男子の美しさを賛美し、続いてダーク・レディとの関係を表明する。詩人とこの人物たちがフィクションなのか、それとも自伝的なものかはわからない。自伝的なものであるならば、その人物の特定が必要で、A・L・ローズ（A. L. Rowse）など何人もの研究者たちがそれを試みた。

### 美男子

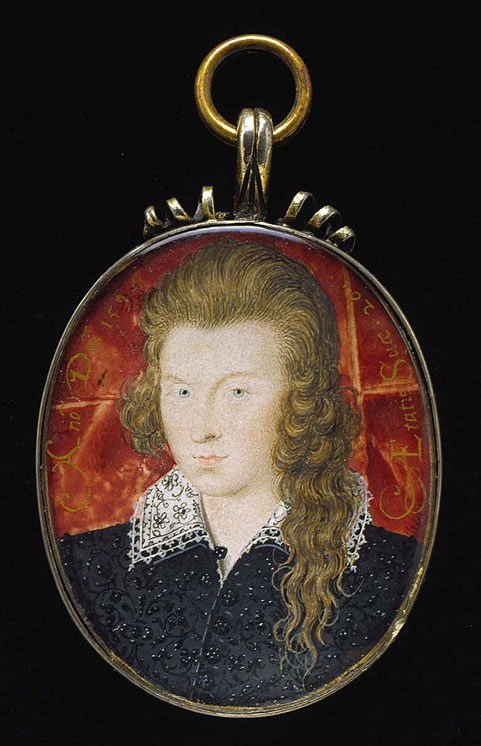
美男子ならびにW・H氏の候補の1人、3代目サウサンプトン伯ヘンリー・リズリー。21歳の時シェイクスピアのパトロン

「美男子（Fair Youth）」はソネット1番から126番までに登場する名前のない若者である。作者は美男子について、ロマンティックで愛情に満ちた言葉遣いをしている。そのことから、注釈者の中には作者と美男子の間の同性愛関係をほのめかしたり、プラトニック・ラブを読み取ったりする意見がある。
ソネット1番から17番は、作者と美男子の緊密な関係を示していない。作者は美男子に結婚と子作りを薦めている。ところがソネット18番で「Shall I compare thee to a summer's day（君を夏の日にたとえようか?）」と恋愛的な調子に劇的に変わる。とくにソネット20番では、美男子が女性でないことを嘆いている。以後のソネットのほとんどは関係の浮き沈みを歌い、作者とダーク・レディとの情事と共に絶頂に達する。そして美男子がダーク・レディの魅力に屈した時、関係は終わったように見える。
この美男子が誰かを特定する試みがなされてきて、有力な候補者として、「W・H氏」の候補者でもあった、3代目サウサンプトン伯ヘンリー・リズリーと3代目ペンブルック伯ウィリアム・ハーバートの名前が挙がっている。確かにシェイクスピアの語り口は自分より高い社会的地位の人間に向けられたように見えるが、それは恋愛的に相手に服従していることを表すレトリックで、実はそうでない可能性もある。オスカー・ワイルドの『W・H氏の肖像』では美男子を少年の役者に仮定していた。一方、サミュエル・バトラーは美男子を水夫と考えた。

### ダーク・レディ
ソネット127番から152番が向けられた女性は、黒髪で暗い肌と書かれていることから「ダーク・レディ（黒い女）」と呼ばれている。美男子のソネットとは対照的に、キャラクターとしてはっきりと性的である。ソネットの語り手とダーク・レディは情事の関係にあったが、ダーク・レディはおそらく美男子と浮気をしていた。作者は自分のことをはげで中年だと自虐的に書いている。

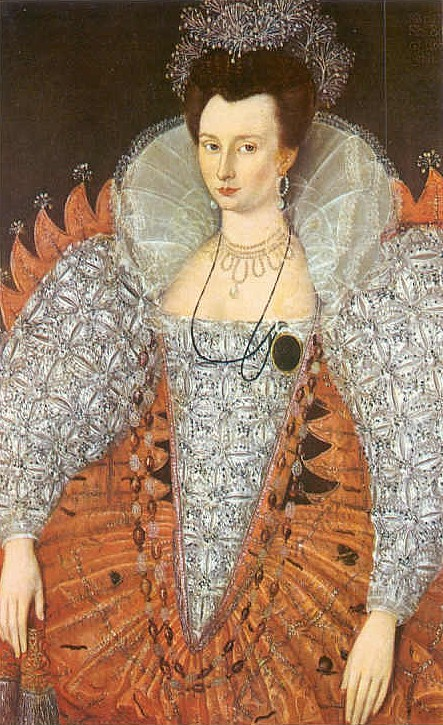
メアリー・フィットン

歴史的人物の中にダーク・レディを探す試みがされてきた。候補に挙がったのは、メアリー・フィットン（Mary Fitton）、ローズが推す詩人のエミリア・ラニエ（Emilia Lanier）がいるが、どちらもソネットに描かれたレディとは符合しない。一方、肌が「dun（暗い＝くすんだ、灰褐色、焦げ茶色）」で髪が「black wires（黒い針金）」と書かれていることから（ソネット130番）、アンソニー・バージェスの『その瞳は太陽に似ず（Nothing Like the Sun: A Story of Shakespeare's Love Life）』のように、ダーク・レディをアフリカ系とする説もある。
しかし多くの人々はダーク・レディは架空のキャラクターで実在しないと主張している。ダーク・レディの「ダーク」は文字通りの意味ではなく、美男子とのプラトニック・ラブと対照的な肉欲の「ダークな」力を表しているというのである。『夏の夜の夢』に出てくる黒髪のハーミアをダーク・レディだとする説もある。
ところでウィリアム・ワーズワースはダーク・レディに関するソネットに感銘を受けなかったようで、こんなことを書いている。「127番から始まる愛人についてのソネットはパズル・ペッグより悪い。ひどくどぎつく、晦渋で、価値がない。他のものはほとんどが素晴らしい、美しい詩行、とても美しい詩行にパッセージ。情熱で温かい場所もたくさんある。失敗の主な点は、それが耐え難いものなのだが、単調さ、退屈さ、風変わりさ、凝った分かり難さである」。

### ライバルの詩人
「ライバルの詩人（Rival Poet）」はクリストファー・マーロウかジョージ・チャップマン（George Chapman）だと言われることがある。しかし、このキャラクターに現実のモデルがいたという証拠はない。作者はこのライバルを名声とパトロネージュの競争相手と見ていた。なお、ソネット78番から86番のライバルの詩人は集団と見なされている。

## テーマ
シェイクスピアの『ソネット集』の一部は3世紀にわたって続いたペトラルカ風の恋愛ソネットのパスティーシュあるいはパロディだとする解釈もある。その中で、シェイクスピアはペトラルカ風ソネットに描かれた慣習的な性（ジェンダー）の役割を意図的にひっくり返し、人間の恋の苦しみをより複雑に潜在的に描写したというのである。シェイクスピアはさらに仲間の詩人たちが厳守した多くのソネットのルールを破ってもいる。
具体的に、『ソネット集』では次のようなことが歌われている（とされる）。
- ジェンダーの役割についての遊び（ソネット20番）
- 愛を必要としない人間の邪悪さ（ソネット66番）
- 政治的事件についてのコメント（ソネット124番）
- 愛をからかう（ソネット128番）
- セックスについてオープンに語ること（ソネット129番）
- 美のパロディ（ソネット130番）
- ウィットなポルノグラフィ（ソネット151番）

## 影響
慣習的だったペトラルカ風ソネットの詩作が終焉を迎えた時、シェイクスピア風ソネットはプロトタイプになり、さらには新しい種類のモダンな恋愛詩が始まったと言える。しかし、18世紀にはイングランドでの評価は比較的低かった。1805年になっても、「The Critical Review」誌はなおも完璧な英語のソネットはミルトンのものだと信じていた。ロマン主義とともにシェイクスピアのソネットが再評価され、19世紀になってようやく確固とした評価を得るに至った。
英語圏でない国への影響を翻訳された数によって示すと、たとえばドイツ語圏では1784年以来70の完訳がされている。主要な他の言語への翻訳もされ、その中にはラテン語、トルコ語、日本語、スワヒリ語、エスペラントも含まれる。

### 日本語訳テキスト
完訳
- 坪内逍遥訳『詩篇　其二 ソネット集』（中央公論社、1934）
- 西脇順三郎訳「ソネット詩集」『シェイクスピア全集 第8巻』（筑摩書房、1967）
- 田村一郎、坂本公延、六反田収、田淵實貴男共著『シェイクスピアのソネット―愛の虚構』（文理、1975）
- 中西信太郎訳『シェイクスピア・ソネット集』（英宝社、1976）
- 高松雄一訳『ソネット集』（岩波文庫、1986）
- 小田島雄志訳、山本容子画『シェイクスピアのソネット』（文藝春秋（文春文庫）、1994）
- 吉田秀生訳『シェイクスピアのソネット集』（南雲堂、2008）

　部分訳
- 吉田健一訳『シェイクスピア詩集』（垂水書房、1961／平凡社ライブラリー、2007）（43篇）
- 関口篤訳『シェイクスピア詩集』（思潮社海外詩文庫、1992）（62篇）
- 柴田稔彦編『対訳 シェイクスピア詩集』（岩波文庫、2004）（65篇）